# استان دابولا
استان دابولا (به لاتین: Dabola Prefecture) یک منطقهٔ مسکونی در گینه است که در ناحیه فرانه واقع شده‌است. استان دابولا ۶٬۳۵۰ کیلومتر مربع مساحت و ۱۸۲٬۹۵۱ نفر جمعیت دارد.